# Cabo Frio
Cabo Frio este un oraș în unitatea federativă  Rio de Janeiro din sudul Braziliei, situat pe litoralul Oceanului Atlantic. Cabo Frio are 170 mii de locuitori și este una din cele mai populare stațiuni balneare din Brazilia.

## Images

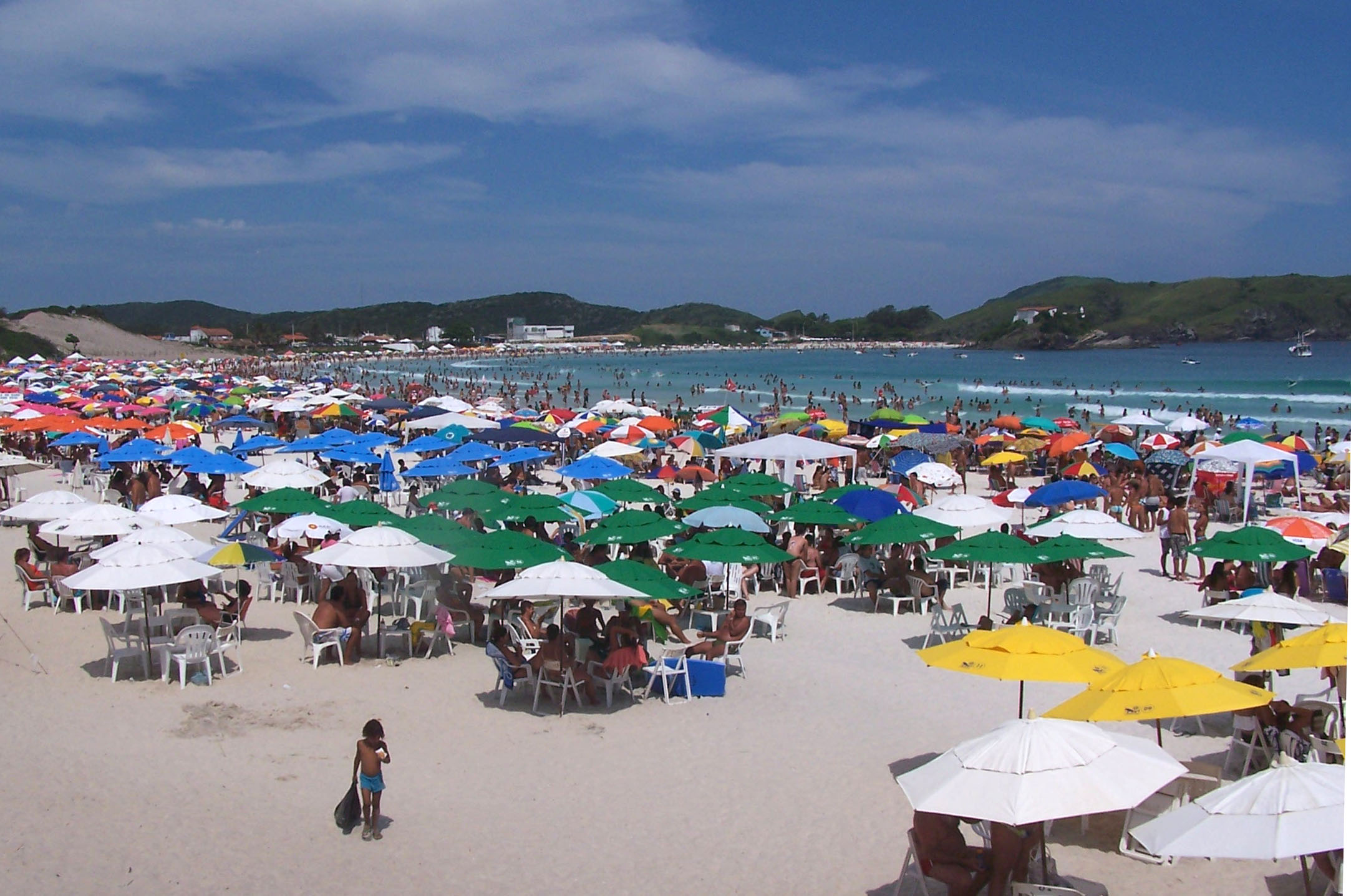
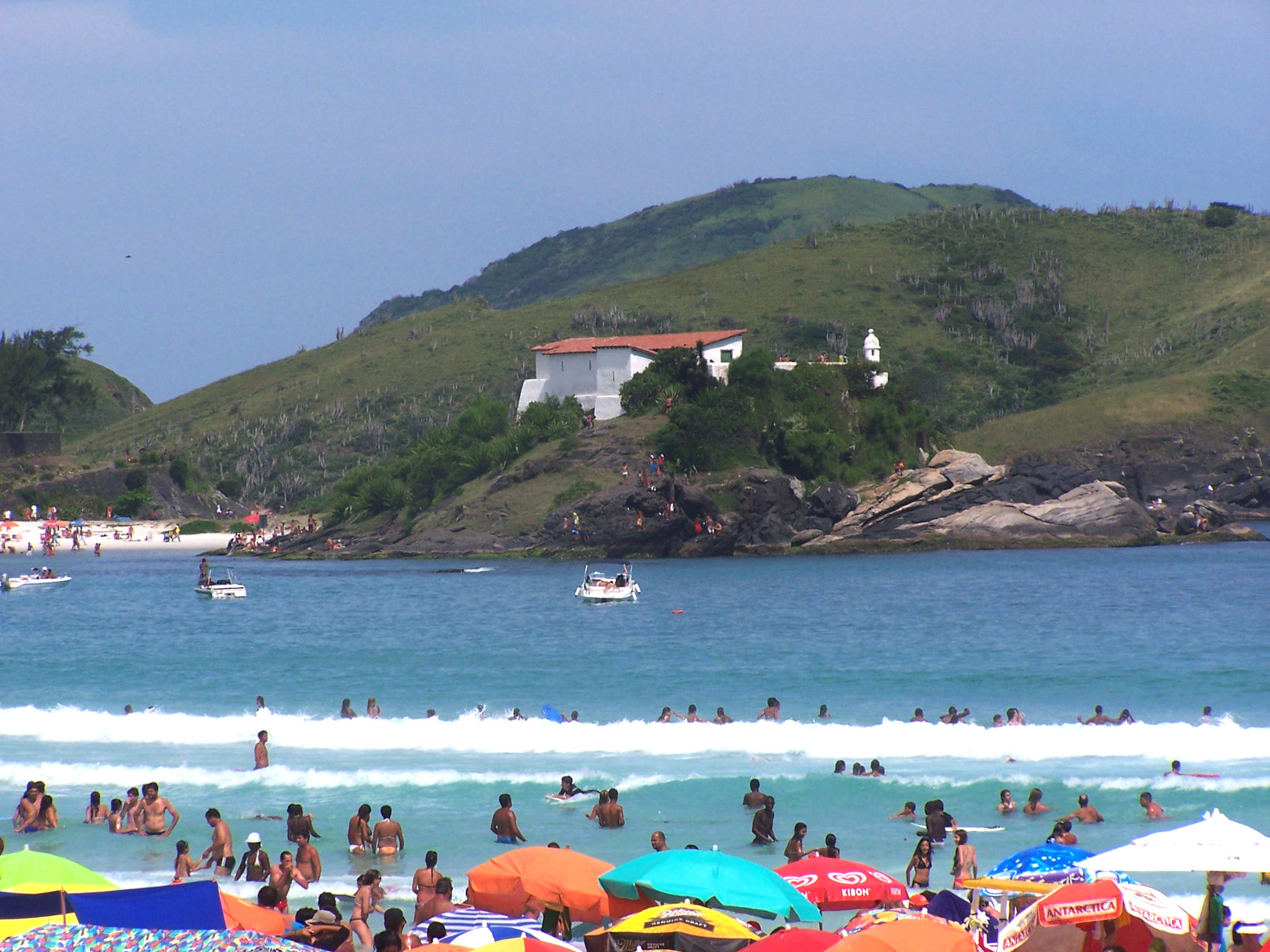
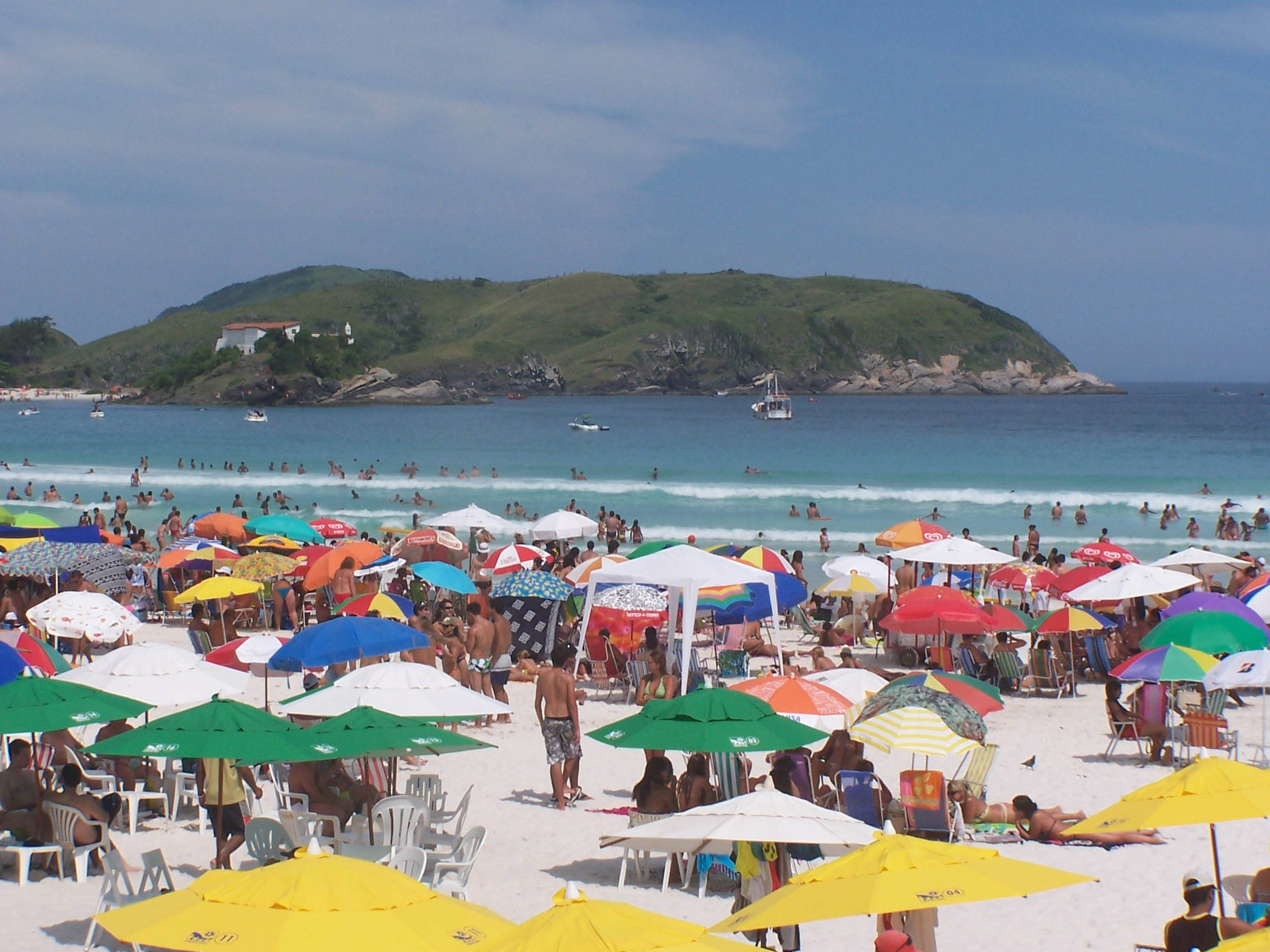
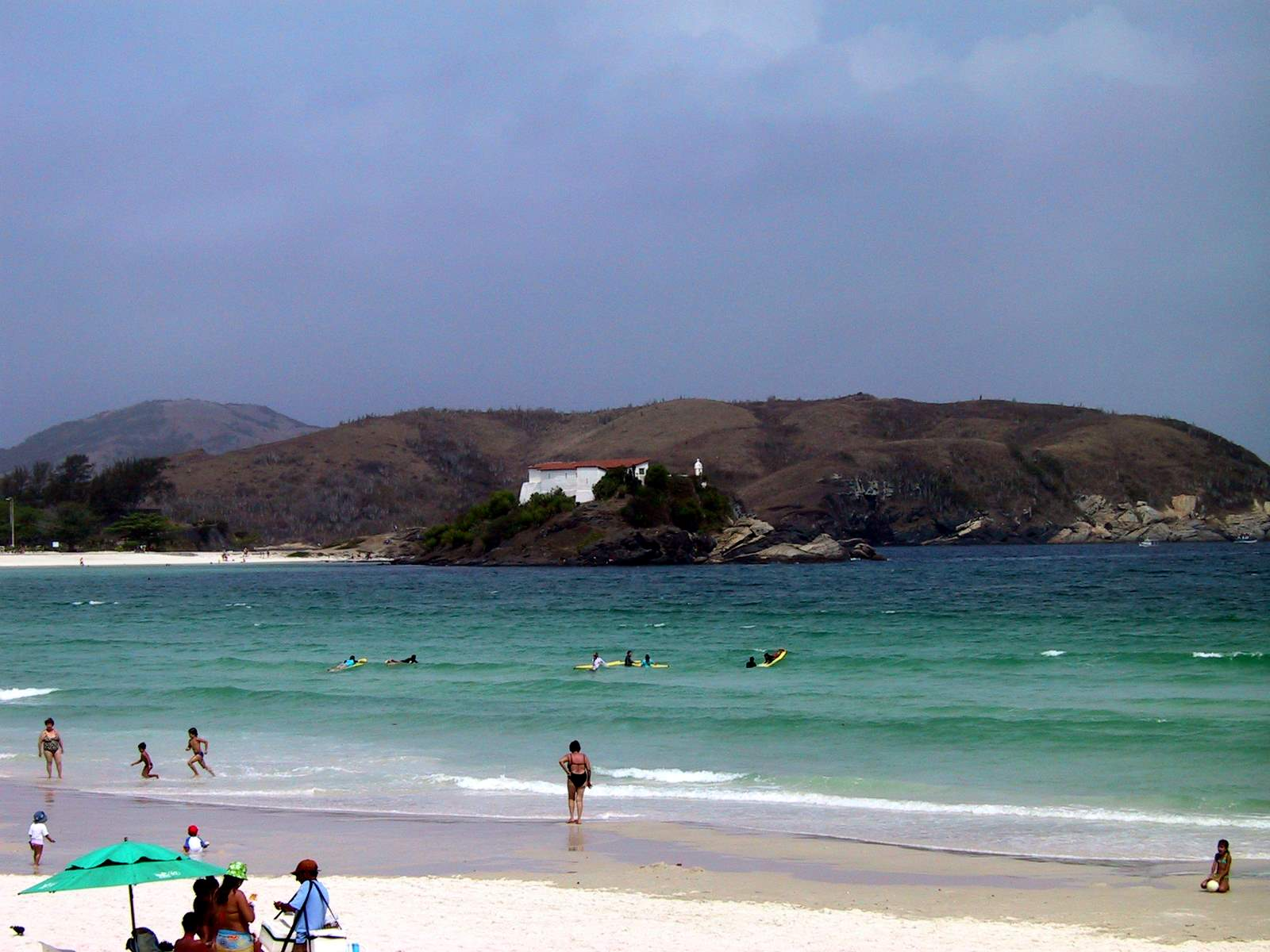
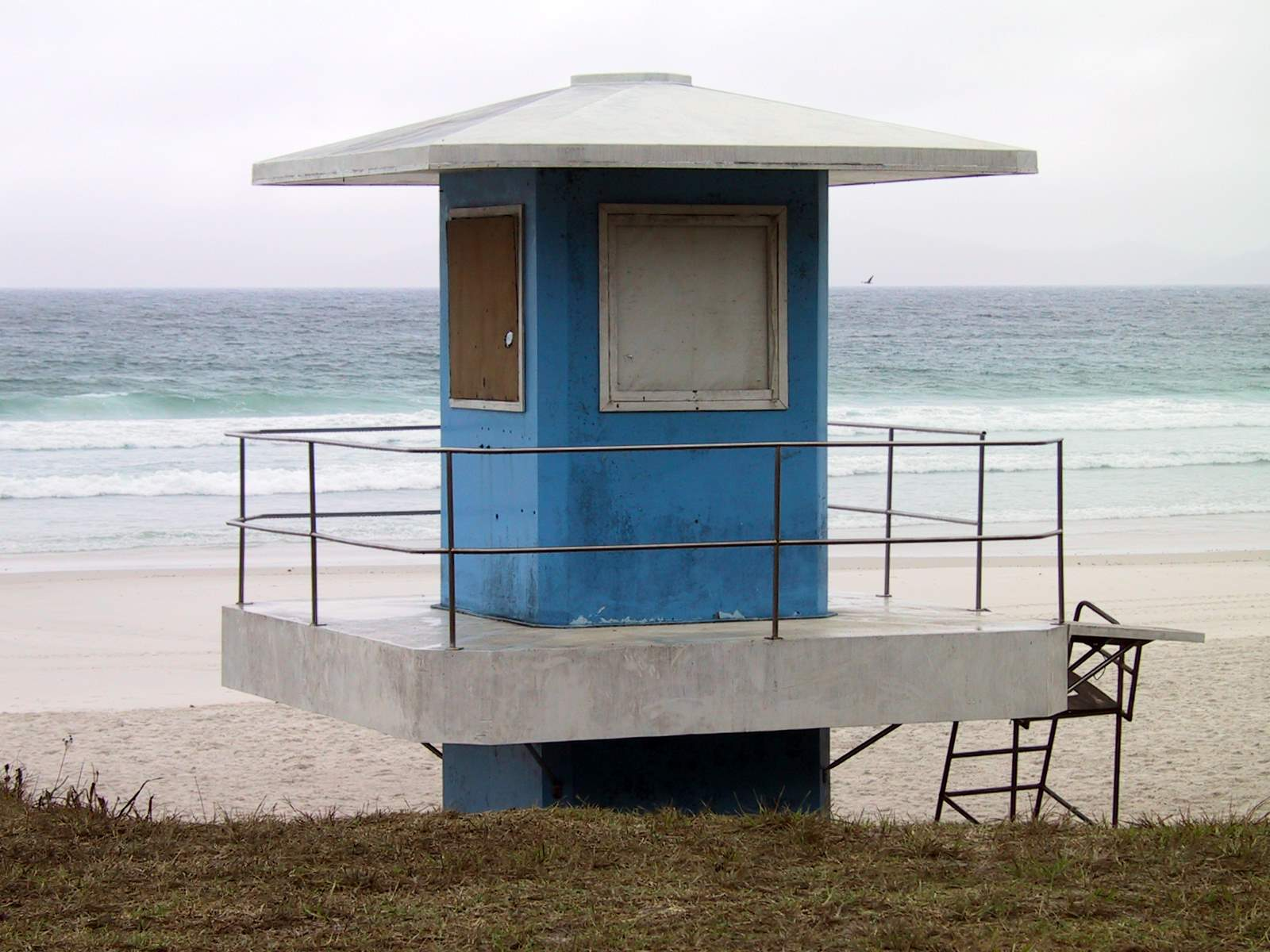
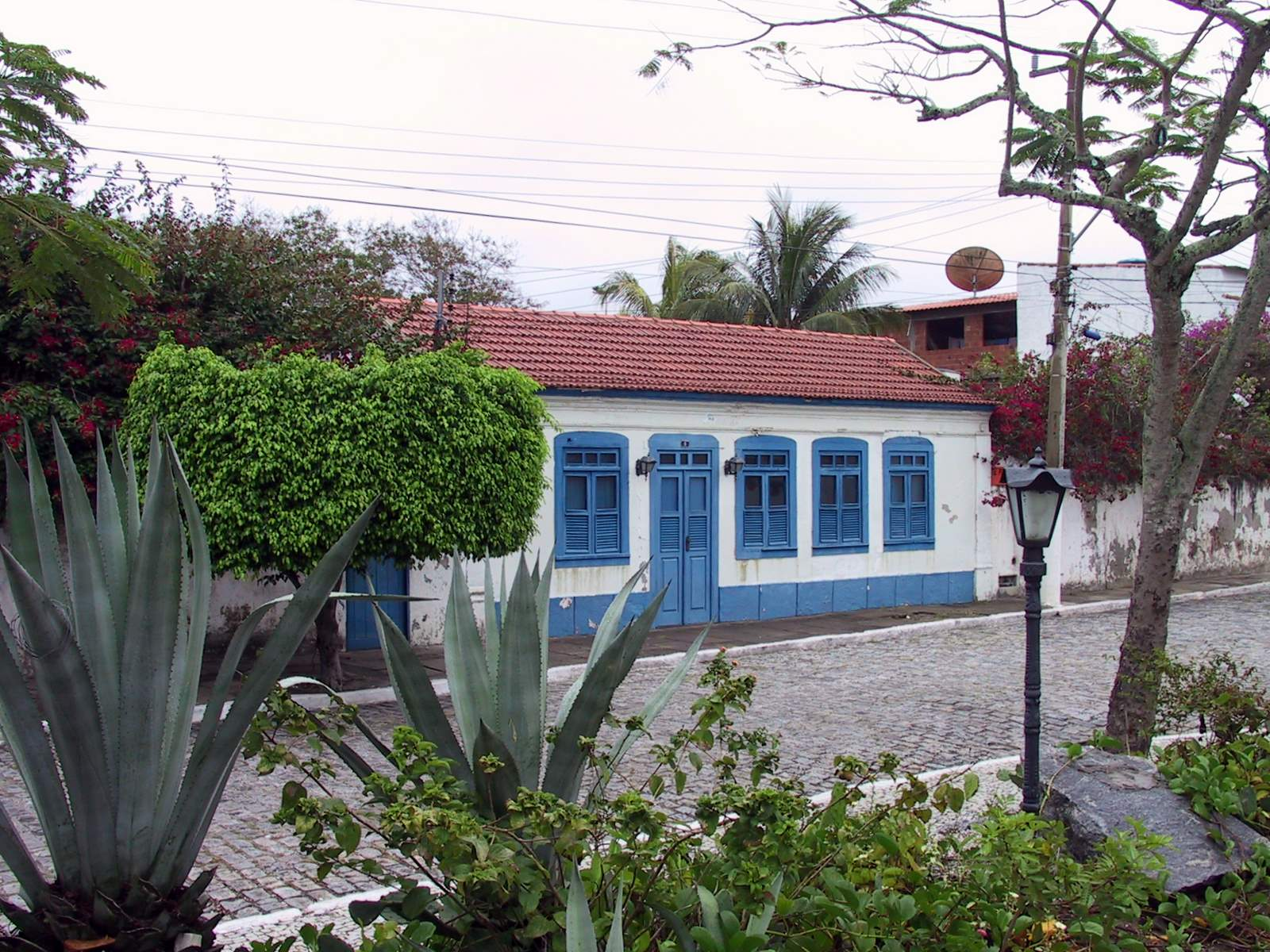
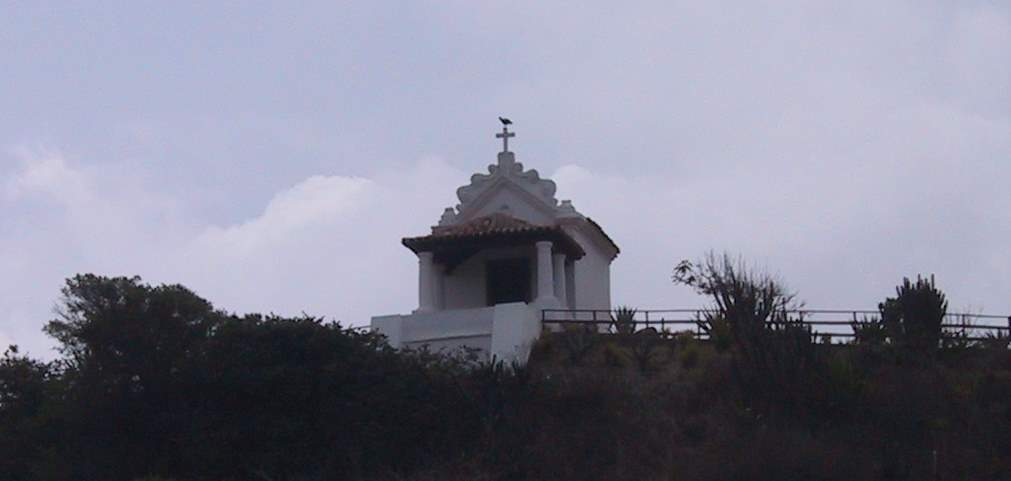
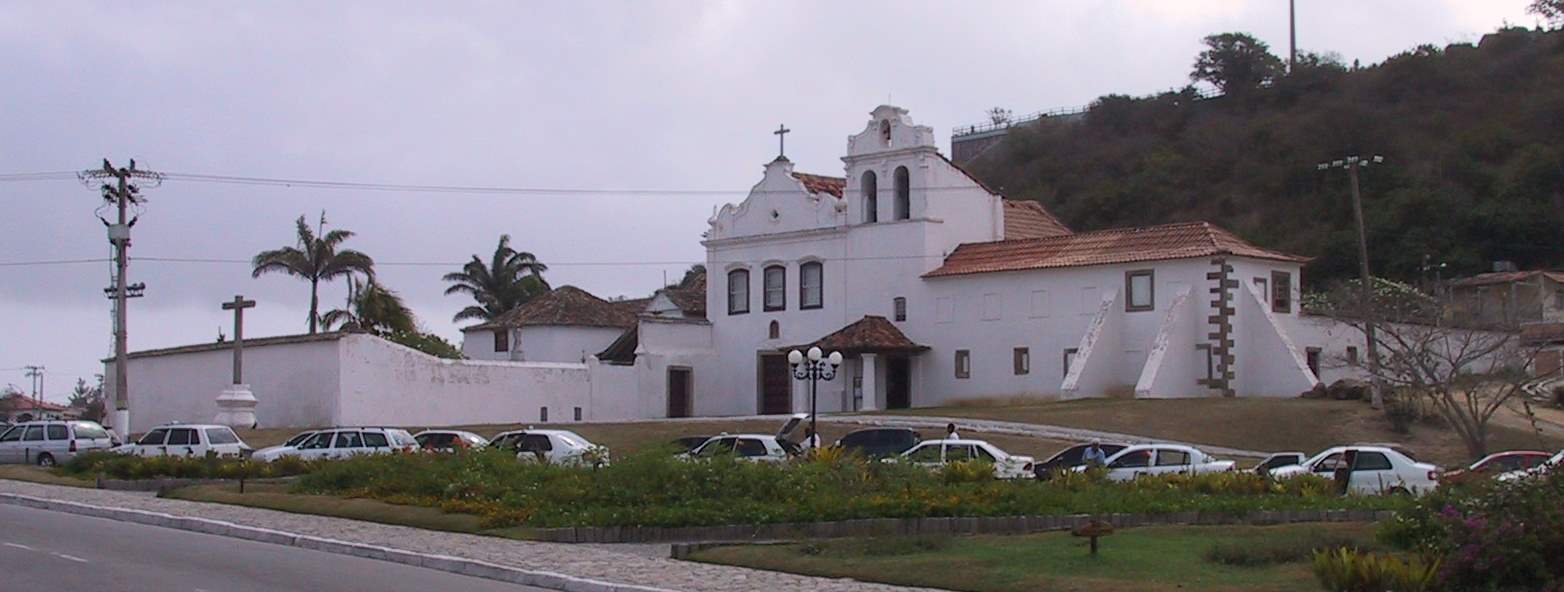
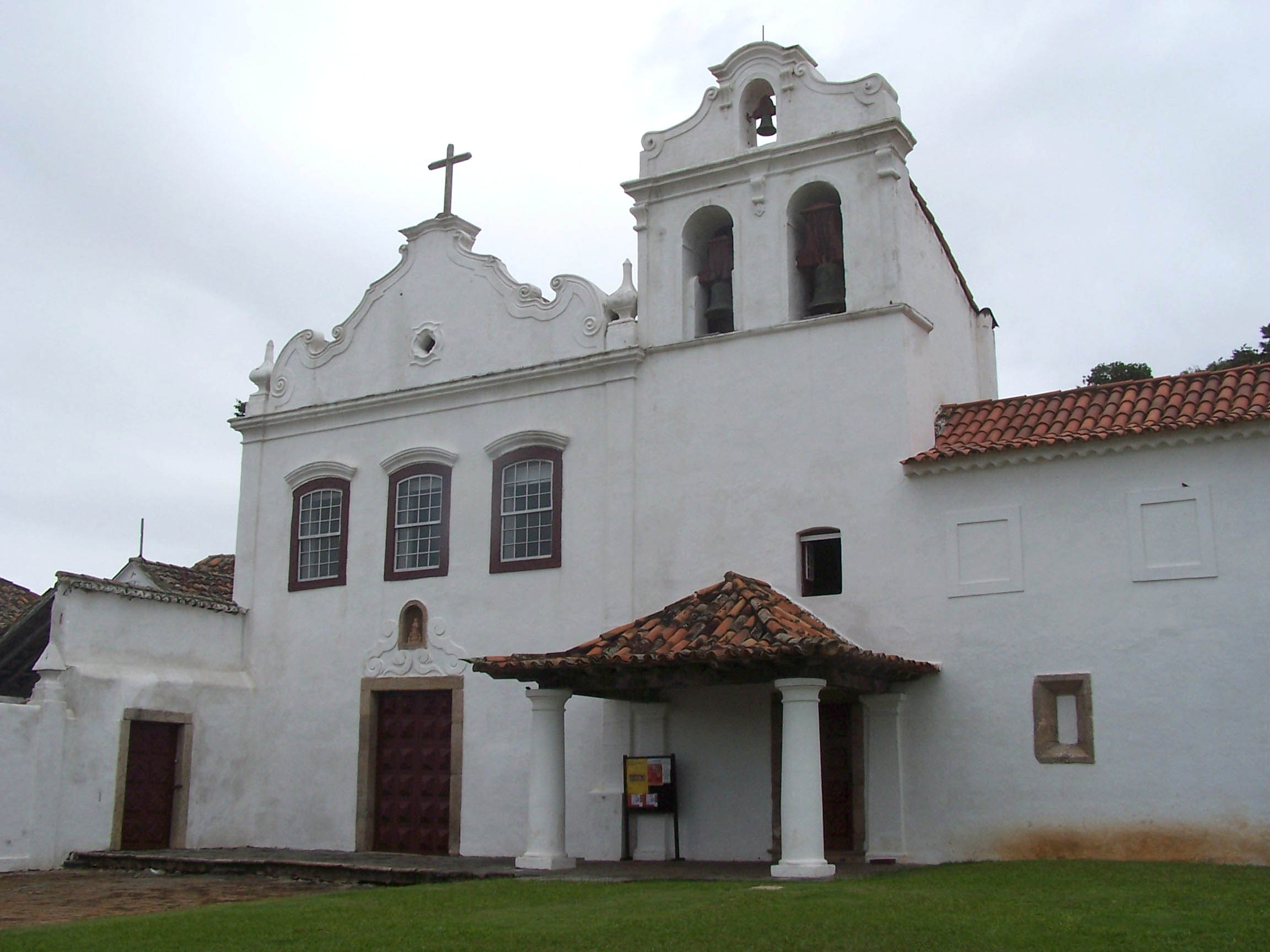
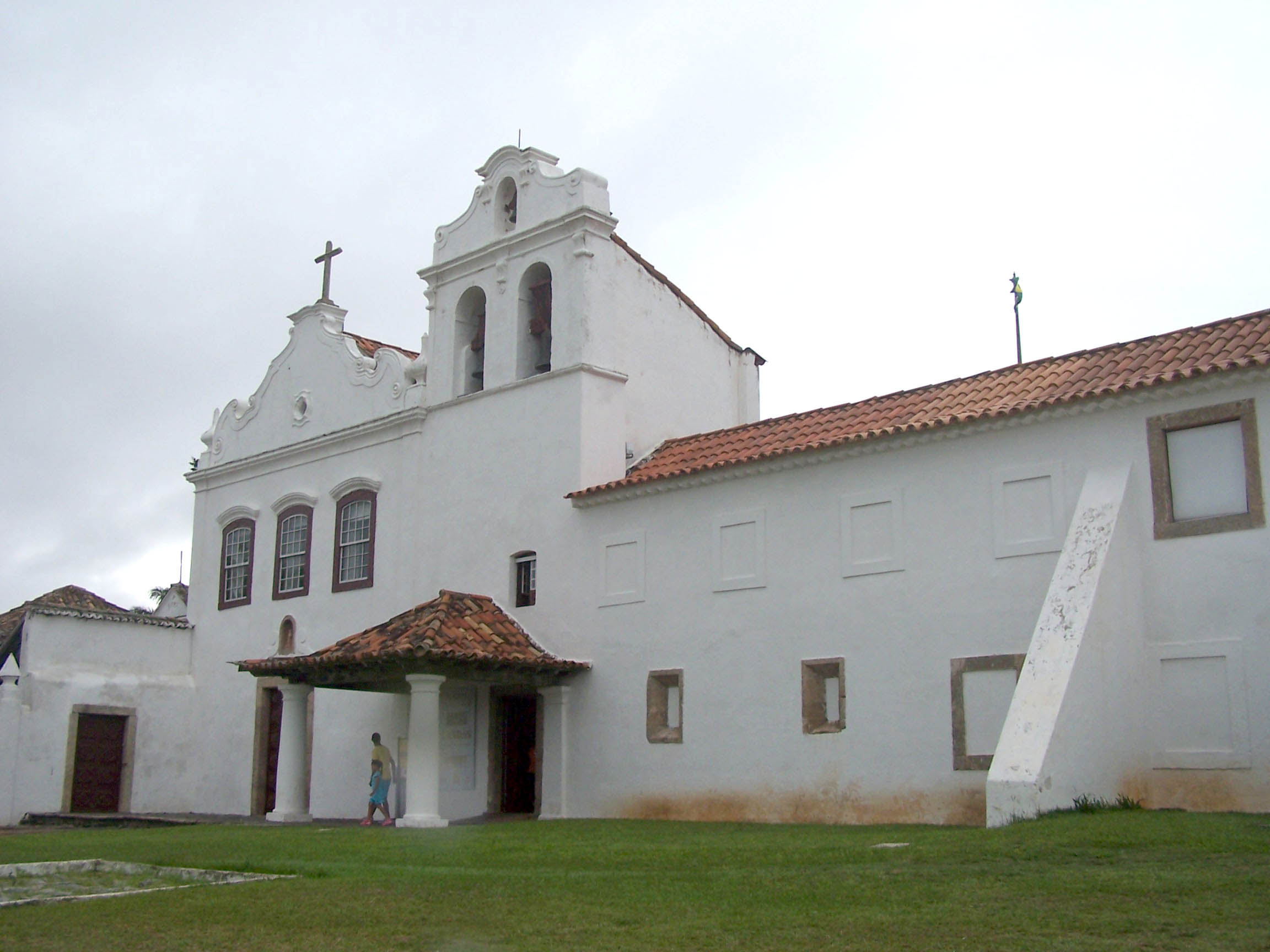
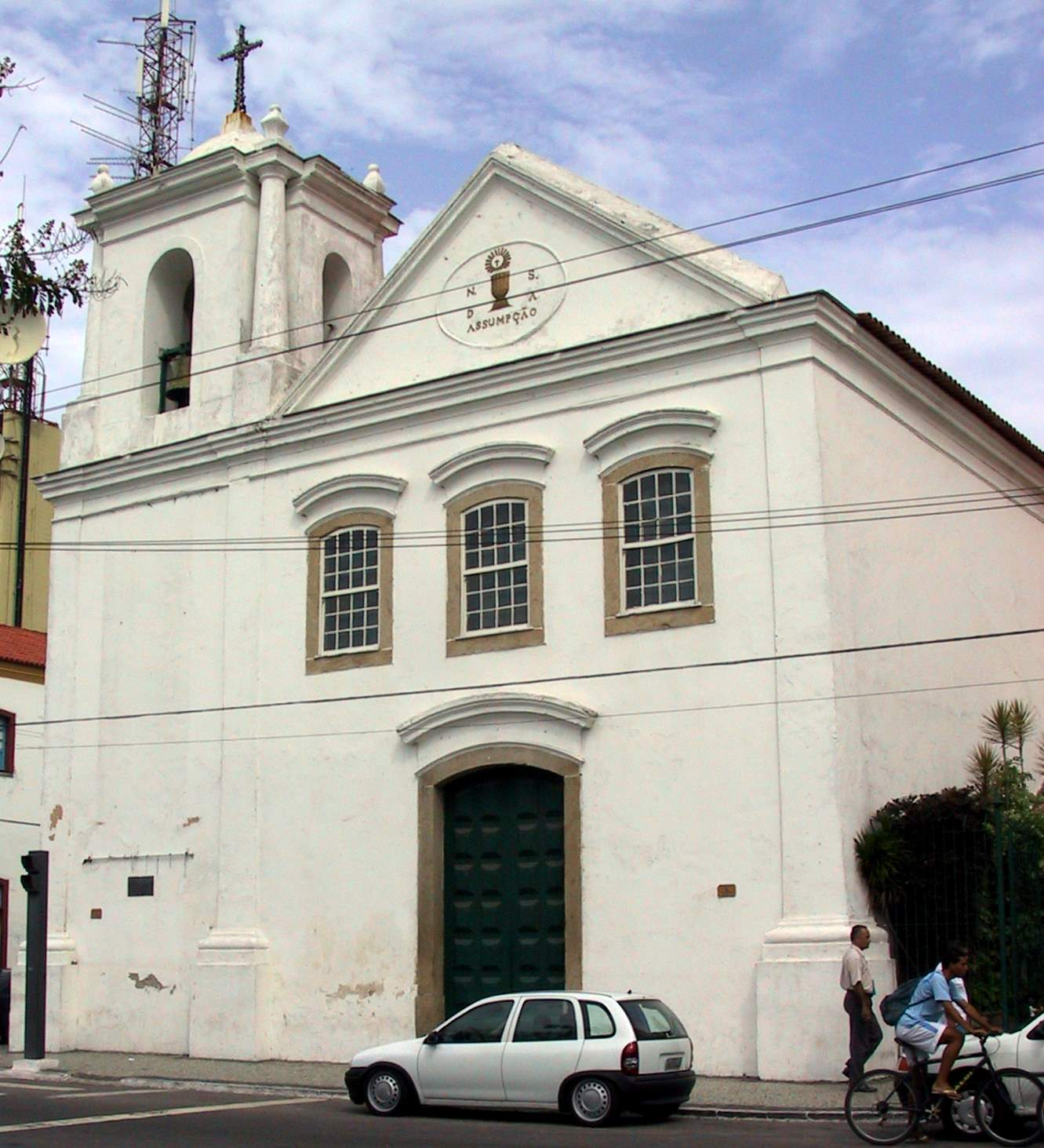
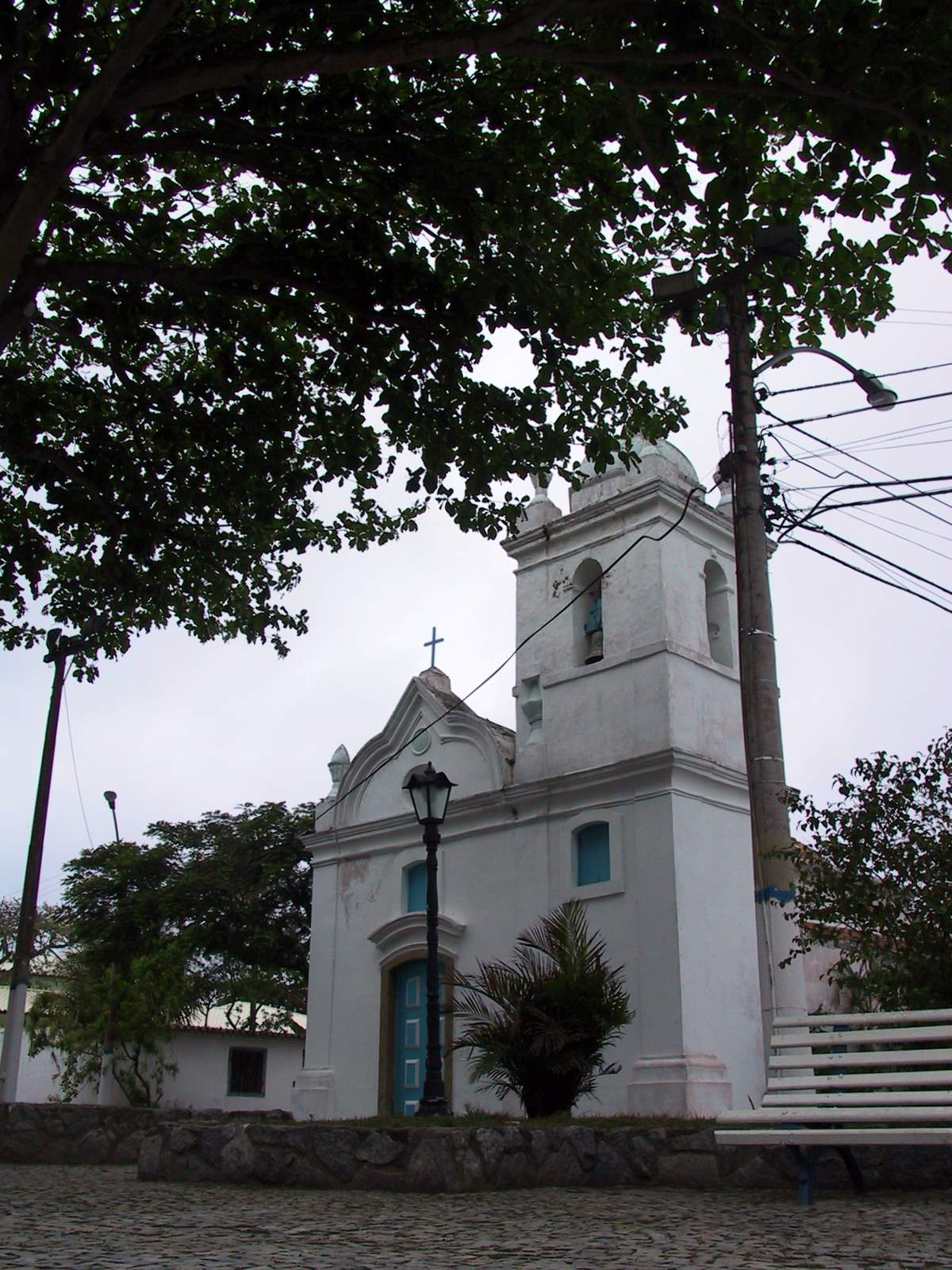
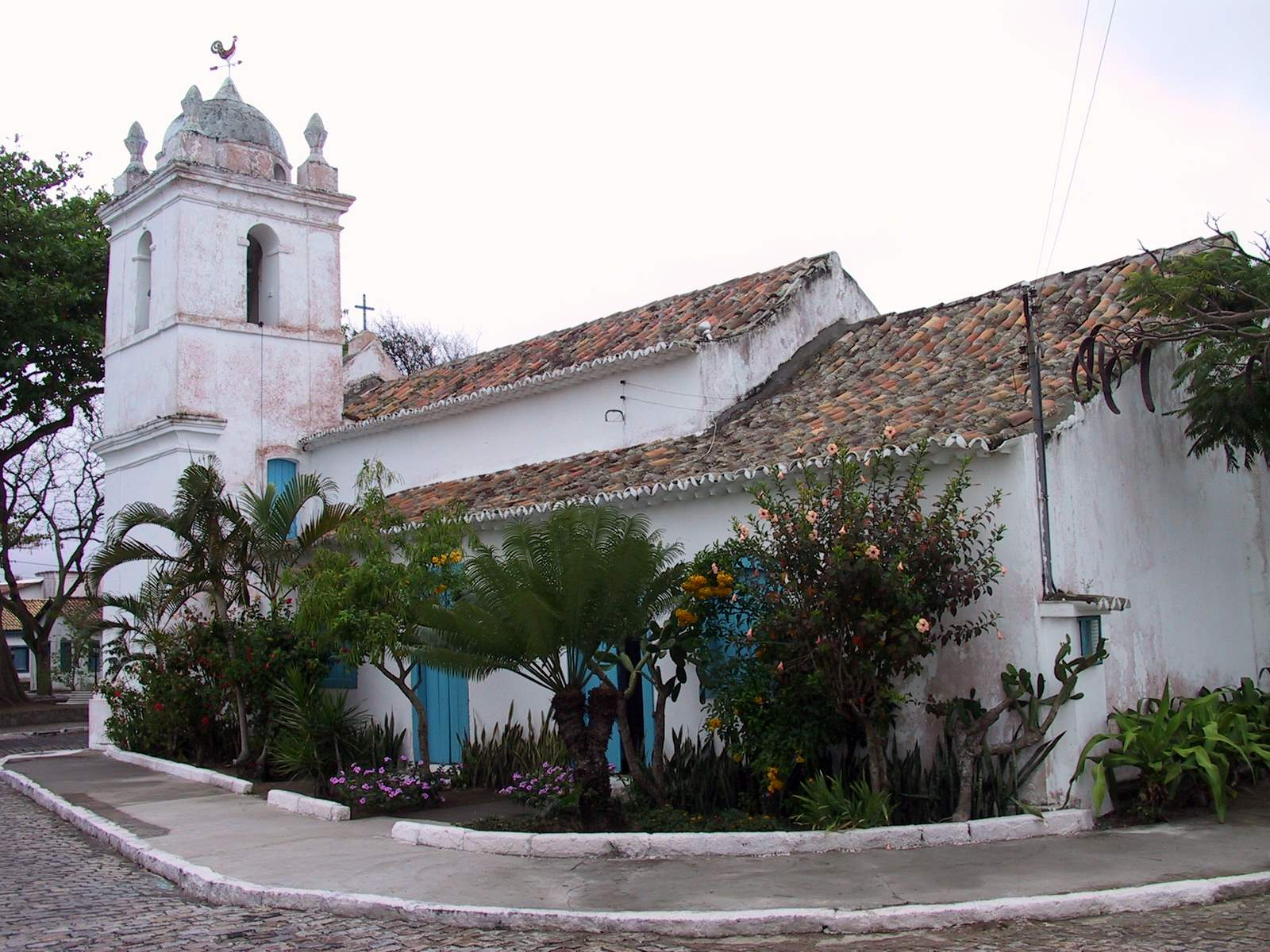
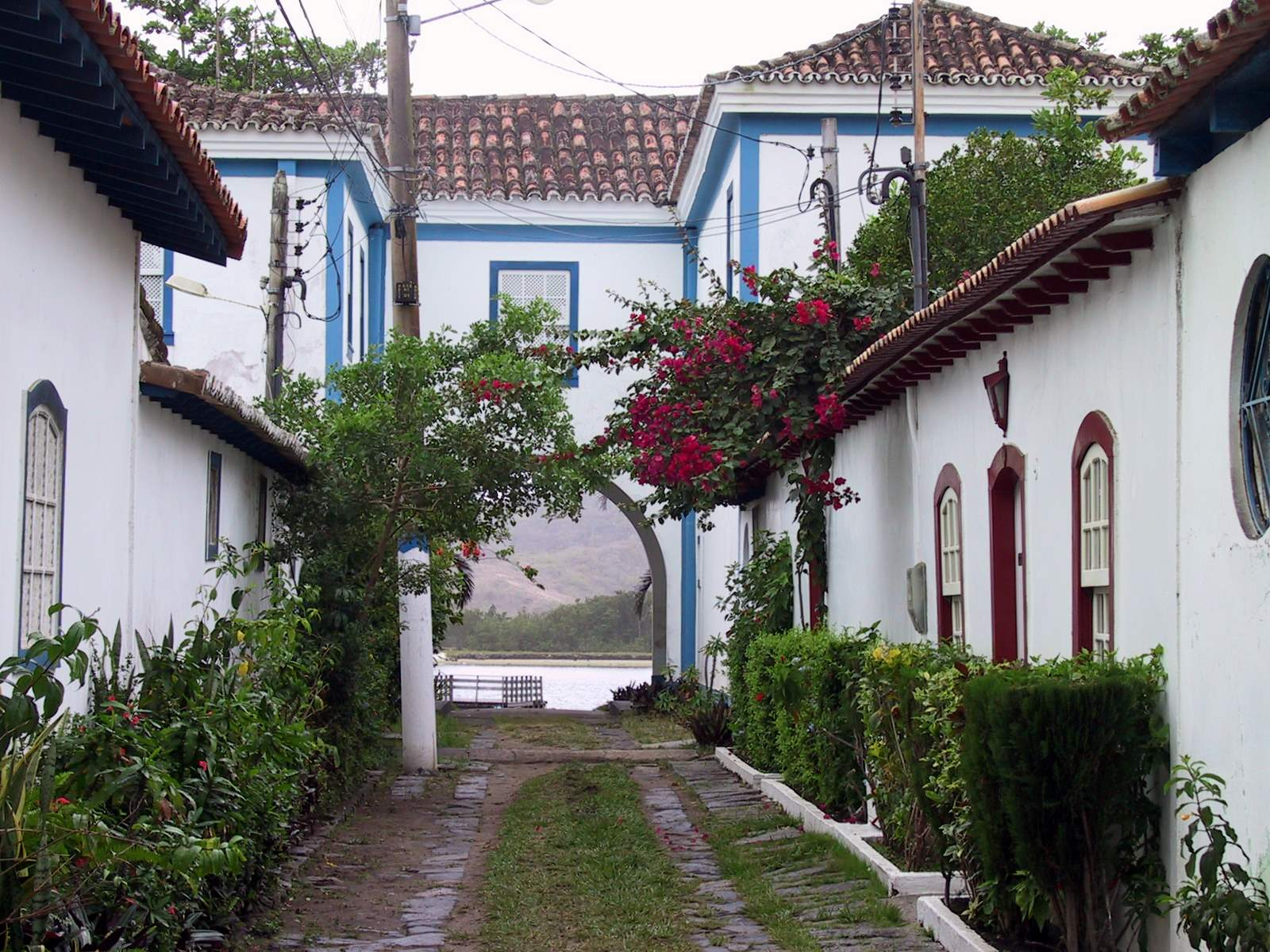
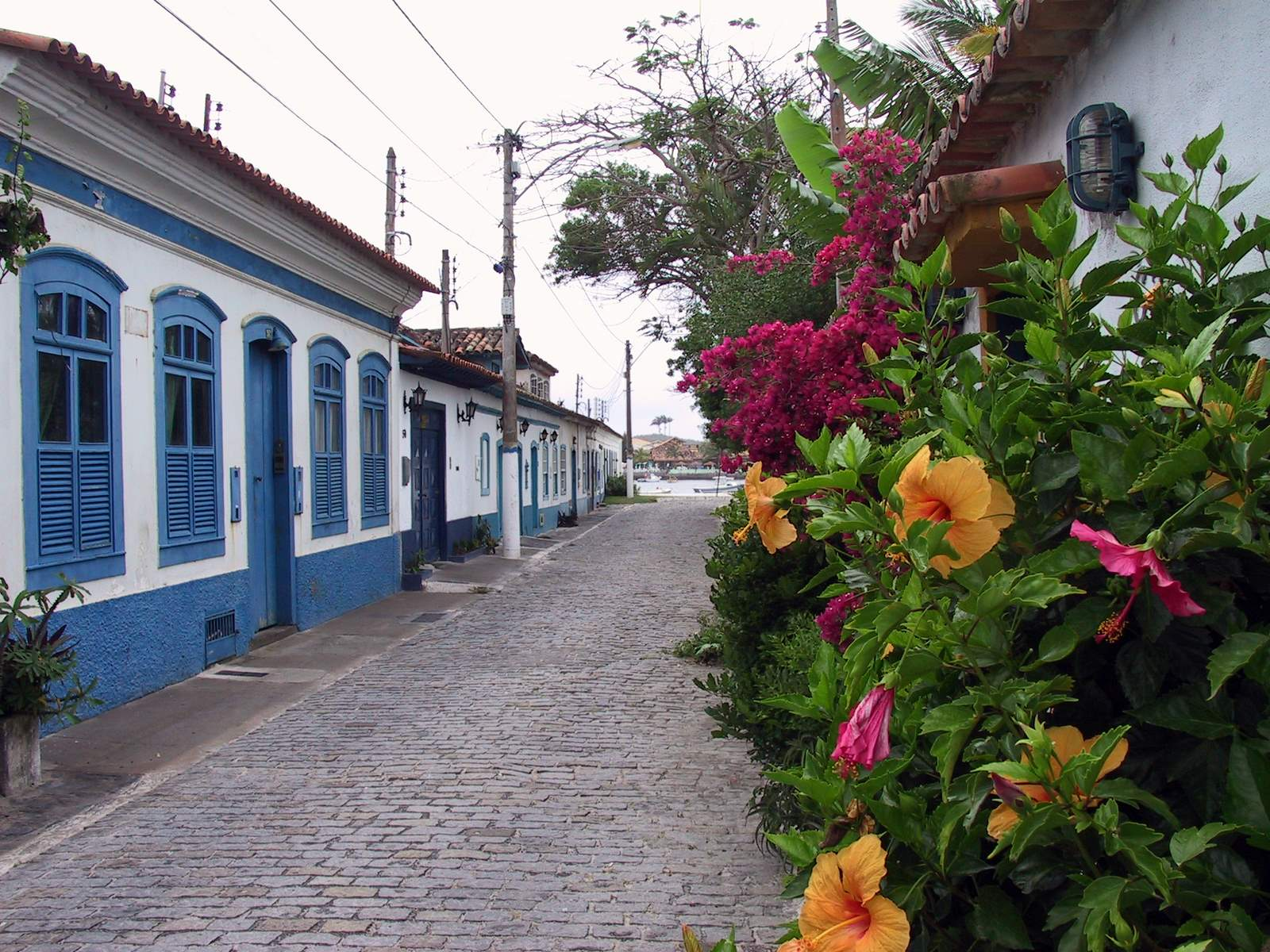
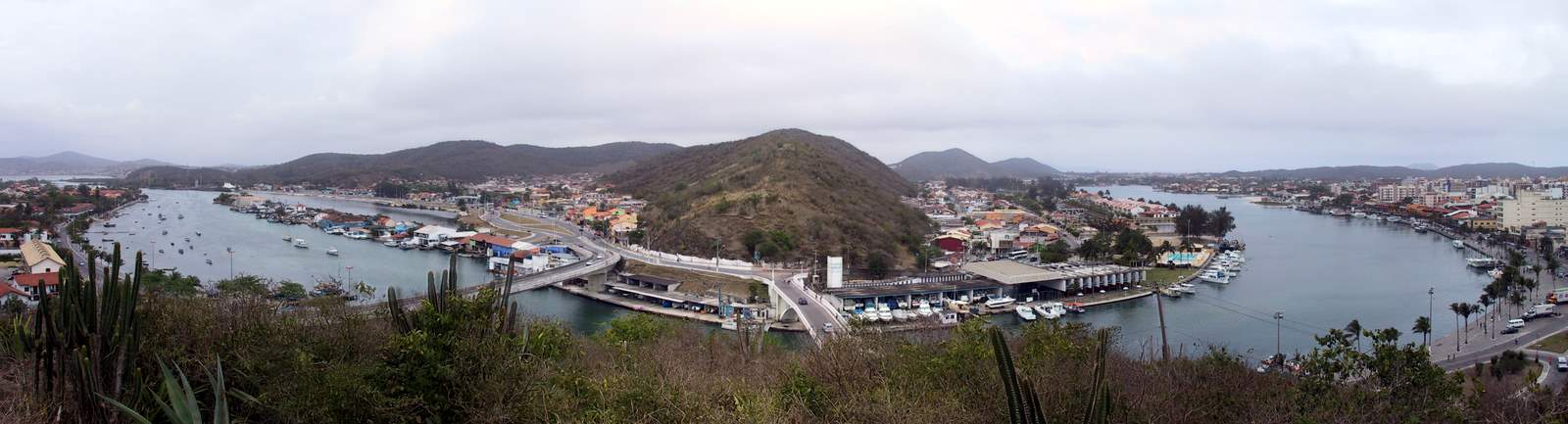
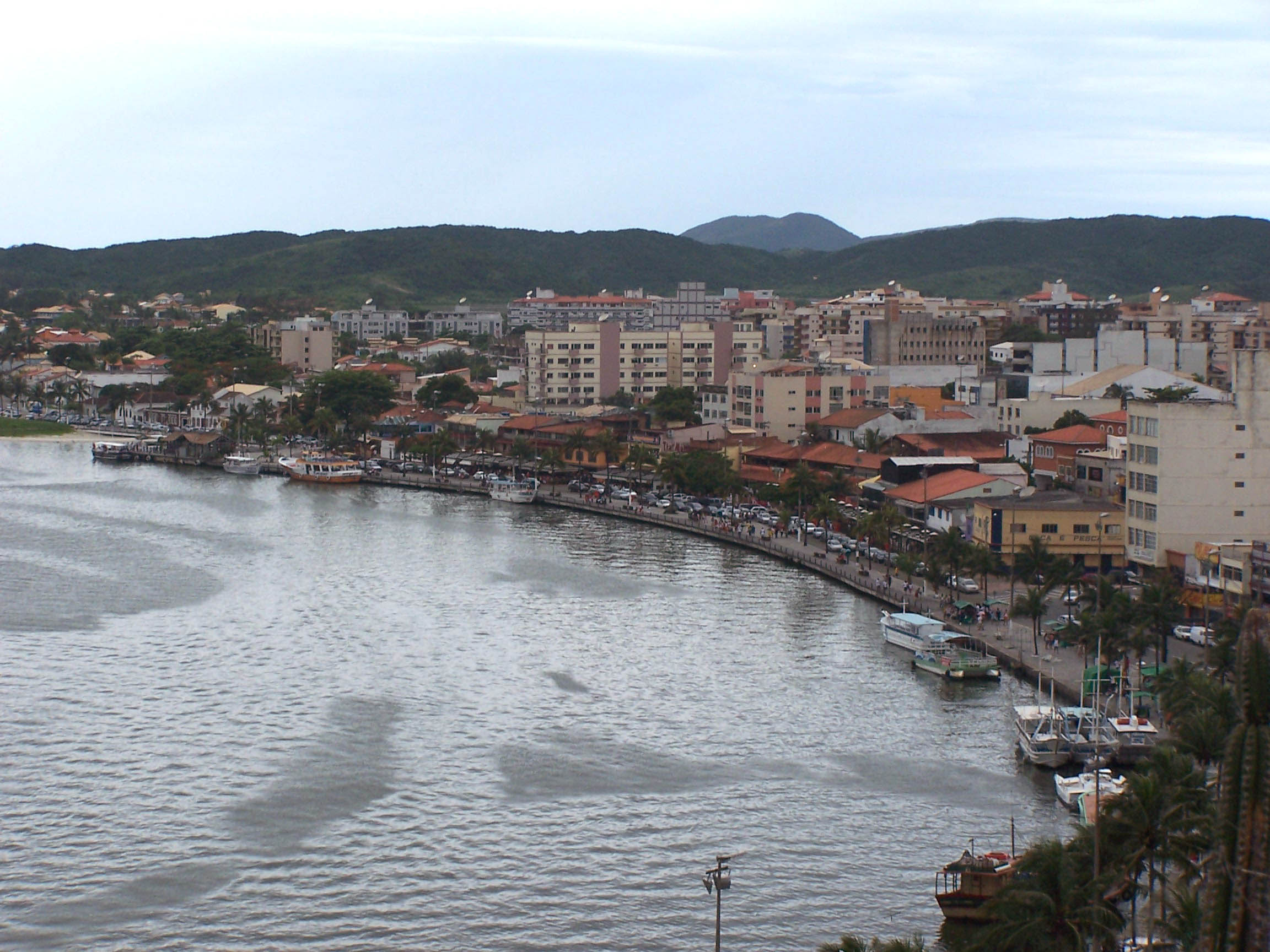
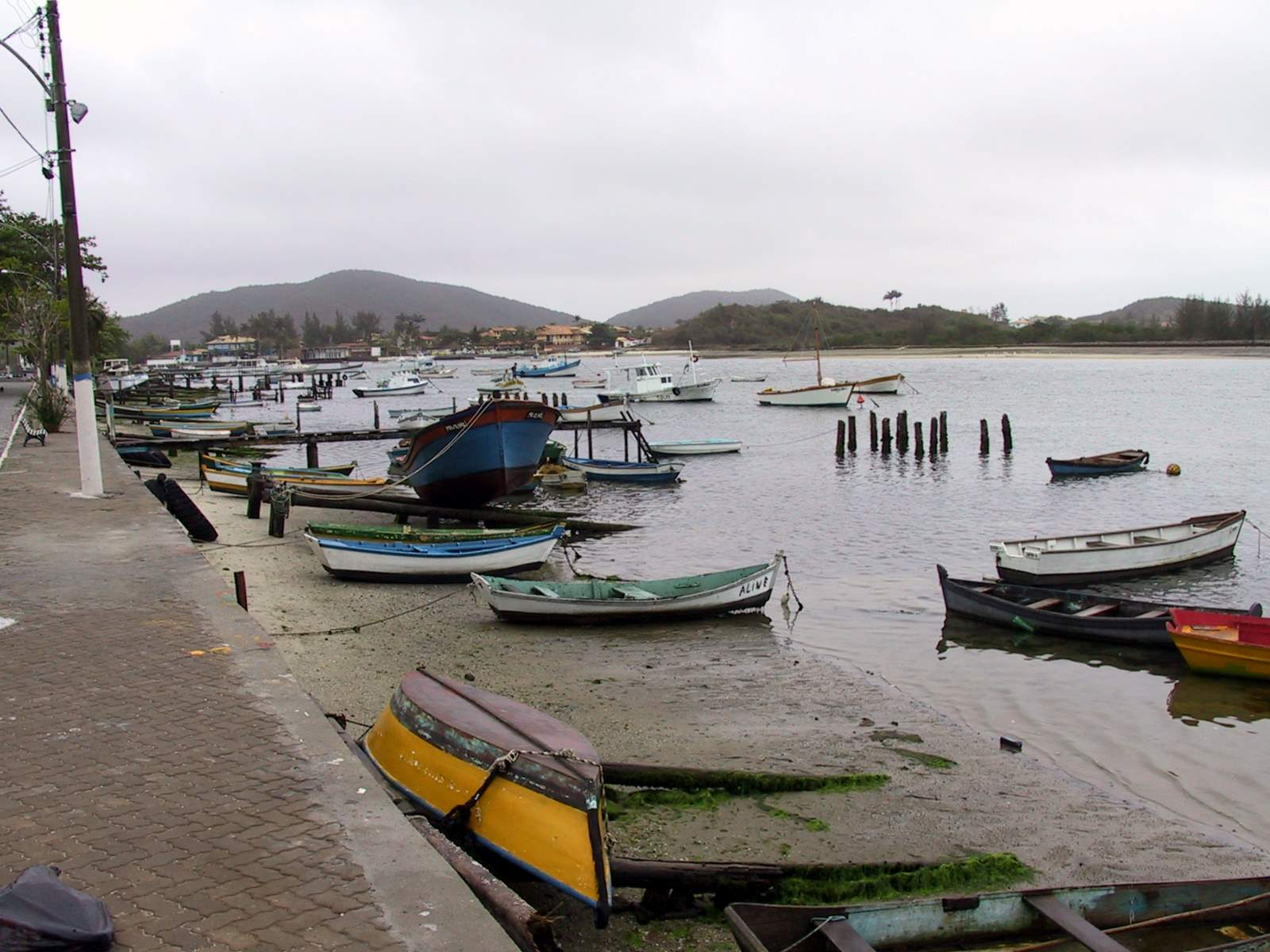